# Atelographus
Atelographus is een kevergeslacht uit de familie van de boktorren (Cerambycidae). De wetenschappelijke naam van het geslacht werd voor het eerst geldig gepubliceerd in 1927 door Melzer.

## Soorten
Atelographus omvat de volgende soorten:
- Atelographus decoratus Monné M. L. & Monné M. A., 2011
- Atelographus sexplagiatus Melzer, 1927
- Atelographus susanae Monné, 1975